# L'Era del Fuster
L'Era del Fuster és una muntanya de 1.439 metres que es troba al municipi d'Arsèguel, a la comarca de l'Alt Urgell.